# Frost (Minnesota)
Frost és una població dels Estats Units a l'estat de Minnesota. Segons el cens del 2000 tenia 251 habitants.

## Demografia
Segons el cens del 2000, Frost tenia 251 habitants, 115 habitatges, i 66 famílies. La densitat de població era de 182,9 habitants per km².
Dels 115 habitatges en un 32,2% hi vivien nens de menys de 18 anys, en un 43,5% hi vivien parelles casades, en un 9,6% dones solteres, i en un 42,6% no eren unitats familiars. En el 40% dels habitatges hi vivien persones soles el 25,2% de les quals corresponia a persones de 65 anys o més que vivien soles. El nombre mitjà de persones vivint en cada habitatge era de 2,18 i el nombre mitjà de persones que vivien en cada família era de 2,94.
Per edats la població es repartia de la següent manera: un 27,9% tenia menys de 18 anys, un 9,6% entre 18 i 24, un 27,5% entre 25 i 44, un 14,7% de 45 a 60 i un 20,3% 65 anys o més.
L'edat mediana era de 38 anys. Per cada 100 dones de 18 o més anys hi havia 81 homes.
La renda mediana per habitatge era de 26.389 $ i la renda mediana per família de 34.792 $. Els homes tenien una renda mediana de 27.708 $ mentre que les dones 23.750 $. La renda per capita de la població era de 14.756 $. Entorn del 8,8% de les famílies i el 12,8% de la població estaven per davall del llindar de pobresa.

## Poblacions més properes
El següent diagrama mostra les poblacions més properes.